# Issaogo
Issaogo, également orthographié Issago, est une localité située dans le département de Pissila de la province du Sanmatenga dans la région Centre-Nord au Burkina Faso.

## Géographie
Issaogo se trouve à  25 km au sud-est du centre de Pissila, le chef-lieu du département, et à environ 40 km à l'ouest de Kaya, la capitale régionale. Le village est à 15 km au nord-est de la route nationale 15 reliant à Boulsa à Kaya et à 25 km au sud-est de la route nationale 3 reliant à Tougouri à Kaya.

## Éducation et santé
Issaogo accueille un centre de santé et de promotion sociale (CSPS) tandis que le centre hospitalier régional (CHR) se trouve à Kaya.
Le village possède une école primaire publique.